# Londonderry Air
The (London)Derry Air est un air traditionnel irlandais, collecté au milieu du XIXe siècle par Jane Ross à Limavady, dans le comté de (London) Derry, et publié par George Petrie en 1855 dans son recueil Ancient Music of Ireland. Cette mélodie, connue au sein de la diaspora irlandaise, est également utilisée par l'Irlande du Nord comme hymne avant certaines compétitions sportives (comme aux Jeux du Commonwealth).
Les paroles les plus célèbres accompagnant cette mélodie portent le titre de Danny Boy, composées en 1910 par un avocat anglais, Frederic Edward Weatherly (1848-1929).

## Autres
Mireille Mathieu l'a repris sous le titre L'Enfant de l'Irlande sur un texte de Jean-Marie Moreau dans l'album Mireille Mathieu.
Joe Jackson évoque cet air dans sa chanson The Man Who Wrote Danny Boy (album Night Music), qui raconte l'histoire d'un compositeur qui vend son âme au diable en échange du talent de celui qui a écrit Danny Boy.